# Liste des distinctions attribuées par les services indépendants de la fédération de Russie
Certaines agences et services du gouvernement de la fédération de Russie ne répondent pas à un ministère particulier. Voici la liste des distinctions décernées par ces agences et services non-ministériels de la fédération de Russie.

## Service des renseignements extérieurs de la fédération de Russie

### Médailles
| Avers | Nom (français/russe)                                                                                          | Arrêté | Date       | Critères d'attribution |
| ----- | --- | ------ | ---------- | --- |
|       | Médaille « Pour distinction » Медаль « За отличие »                                                           | № ?    | 04-2005    | Décernée aux membres du Service des renseignements extérieurs de la fédération de Russie pour l’obtention de résultats concrets et haute performance opérationnelle |
|       | Médaille « Pour mérites » Медаль « За заслуги »                                                               | no 20  | 17-04-2002 | Décernée aux membres du personnel militaire et civil du Service des renseignements extérieurs de la fédération de Russie qui ont apporté d’importantes contributions à l'organisation et pour la mise en œuvre d’activités de renseignements ; aux personnes qui ont apporté une contribution substantielle au Service des renseignements extérieurs de la fédération de Russie assurant les intérêts nationaux de la Russie |
|       | Médaille « Pour interaction » Медаль « За взаимоде́йствие »                                                    | № ?    | 11-2004    | Décernée aux personnes qui ont fait une contribution substantielle au Service des renseignements extérieurs de la fédération de Russie. |
|       | Médaille « Pour valeur au travail » Медаль « За трудовое отличие »                                            | № ?    | 19-04-2005 | Décernée au personnel civil du Service des renseignements extérieurs de la fédération de Russie avec au moins 15 ans de séniorité dans le service pour des rapports d’évaluation de travail élevés et une attitude consciencieuse envers leurs tâches. |
|       | Médaille « Vétéran du Service des renseignements extérieurs » Медаль « Ветеран Службы внешней разведки »      | № ?    | 03-2004    | Décernée aux soldats du Service des renseignements extérieurs de la fédération de Russie avec 25 ans de loyaux services, dont un minimum de 10 de ces années dans le secteur des renseignements étrangers au sein du KGB ou du Service des renseignements extérieurs de la fédération de Russie. |
|       | Médaille « Pour service militaire distingué » de 1re classe Медаль « За Отличие В Военной Службе » I степени  | № ?    | 14-11-1995 | Décernée au personnel militaire du Service des renseignements extérieurs de la fédération de Russie pour 20 ans de bons services. Inscription au revers « СЛУЖБА ВНЕШНЕЙ РАЗВЕДКИ РОССИЙСКОЙ ФЕДЕРАЦИИ » (Service de renseignements étrangers la fédération de Russie) |
|       | Médaille « Pour service militaire distingué » de 2e classe Медаль « За Отличие В Военной Службе » II степени  | № ?    | 14-11-1995 | Décernée au personnel militaire du Service des renseignements extérieurs de la fédération de Russie pour 15 ans de bons services. Inscription au revers « СЛУЖБА ВНЕШНЕЙ РАЗВЕДКИ РОССИЙСКОЙ ФЕДЕРАЦИИ » (Service de renseignements étrangers la fédération de Russie) |
|       | Médaille « Pour service militaire distingué » de 3e classe Медаль « За Отличие В Военной Службе » III степени | № ?    | 14-11-1995 | Décernée au personnel militaire du Service des renseignements extérieurs de la fédération de Russie pour 10 ans de bons services. Inscription au revers « СЛУЖБА ВНЕШНЕЙ РАЗВЕДКИ РОССИЙСКОЙ ФЕДЕРАЦИИ" (Service de renseignements étrangers la fédération de Russie) |

### Décorations
| Avers | Nom (Français/Russe)                                                                       | Arrêté | Date       | Critères d'attribution\|- |
| ----- | ------------------------------------------------------------------------------------------ | ------ | ---------- | --- |
|       | Décoration « Pour service dans les renseignements » Почетный знак « За службу в разведке » | № ?    | 14-07-1990 | Initialement décernée aux membres les plus remarquables de la Première direction générale du KGB de l’URSS, conservé post 1991 par le Service des renseignements extérieurs de la fédération de Russie nouvellement formé. Décernée pour la première fois à l'occasion du 70e anniversaire du service des renseignements étrangers soviétique. Cette décoration comprend de nombreuses récompenses et avantages socio-économiques. |
|       | Prix du SVR de Russie Премия СВР России                                                    | № ?    | 06-01-2000 | Créé dans le but de renforcer la coopération entre le Service des renseignements extérieurs de la fédération de Russie et les organisations artistiques et personnalités culturelles, ainsi que de promouvoir la création d'œuvres hautement artistiques en littérature et en art avec comme thème principal le Service des renseignements extérieurs de la fédération de Russie. Trois prix sont décernés chaque année aux auteurs (ou groupes d’auteurs) des meilleures œuvres dans le domaine de la littérature, des arts visuels, de la télévision et du journalisme, consacrés aux activités du Service des renseignements extérieurs de la fédération de Russie et à ses employés. |
|       | Décoration « Pour réalisations scientifiques » Нагрудный знак « За научные достижения »    | № ?    | 09-2002    | Décernée aux membres du service qui ont apporté une contribution significative à l'appui scientifique du Service des renseignements extérieurs de la fédération de Russie. |
|       | Badge du jubilé « 75 ans du INO-PGU-SVR » Юбилейный знак « 75 лет ИНО-ПГУ-СВР »            | № ?    | 04-1995    | Décernée aux militaires qui se sont distingués au sein du Service des renseignements extérieurs de la fédération de Russie, ainsi qu'aux vétérans du Service des renseignements extérieurs de la fédération de Russie, dans les réserves ou à la retraite, pour aide au Service des renseignements extérieurs de la fédération de Russie. |
|       | Badge du jubilé « 80 ans du INO-PGU-SVR » Юбилейный знак « 80 лет ИНО-ПГУ-СВР »            | № ?    | 04-2000    | Décerné au personnel militaire et civil distingués du Service des renseignements extérieurs de la fédération de Russie, avec au moins 15 années de service, pour es résultats tangibles, pour distinction dans la gestion opérationnelle et en performance personnelle ; ainsi qu'aux vétérans du Service des renseignements extérieurs de la fédération de Russie, dans les réserves (ou à la retraite), pour leurs contributions concrètes aux activités des unités du Service des renseignements extérieurs. |
|       | Badge du jubilé « 85 ans du INO-PGU-SVR » Юбилейный знак « 85 лет ИНО-ПГУ-СВР »            | № ?    | 04-2005    | Décerné aux membres du personnel militaire et civil distingués du Service des renseignements extérieurs de la fédération de Russie avec au moins 15 années de service. |
|       | Badge du jubilé « 90 ans du INO-PGU-SVR » Юбилейный знак « 90 лет ИНО-ПГУ-СВР »            | № ?    | 04-2010    | L’arrêté du chef du service ne fut pas encore trouvé pour traduction à cet article et n’est possiblement pas encore publié. |
|       | Badge du jubilé « 95 ans du INO-PGU-SVR » Юбилейный знак « 95 лет ИНО-ПГУ-СВР »            | № ?    | 04-2015    | L’arrêté du chef du service ne fut pas encore trouvé pour traduction à cet article et n’est possiblement pas encore publié. |

## Direction principale des Programmes spéciaux du président de la fédération de Russie

### Médailles
| Avers | Nom (Français/Russe) | Arrêté          | Date                             | Critères d'attribution |
| ----- | --- | --------------- | -------------------------------- | --- |
|       | Médaille "Pour mérites" Медаль «За заслуги»                                                                                           | no 7            | 24-02-2016                       | Décernée au personnel du GUSP, aux membres du personnel civil du Service des facilités spéciales relevant du Président de la fédération de Russie, aux employés des organisations établies pour remplir les tâches assignées au GUSP, aux travailleurs des organes de mobilisation des organes fédéraux du pouvoir d'État, aux autorités publiques des sujets de la fédération de Russie, des organes autonomes locaux, d'autres organes et organisations de l'État, si précédemment décorés par le GUSP: pour mérites dans le travail (service) et le travail (service) à long terme d'au moins 15 ans dans la sphère d'activité de la Direction générale des programmes spéciaux du Président de la fédération de Russie (GUSP). L'attribution de cette médaille est une condition préalable à l'attribution de la médaille «Vétéran du travail». |
|       | Médaille « Pour assistance dans la mise en œuvre de programmes spéciaux » Медаль « За содействие в обеспечении специальных программ » | no 9 - no 7     | 31-04-2004 ---------- 24-02-2016 | Décernée aux membres du personnel de la direction générale des Programmes spéciaux du président de la fédération de Russie ou d’une de ses organisations subordonnées, ainsi que d'autres organes de l'État, les organisations et institutions qui ont apporté une contribution importante à la mise en œuvre des programmes spéciaux du président de la fédération de Russie. |
|       | Médaille « Pour le renforcement de la coopération militaire » Медаль « За Боевое Содружество »                                        | no 2-SP - no 7  | 12-02-2004 ---------- 24-02-2016 | Décernée au personnel militaire et civil de la direction générale des Programmes spéciaux du président de la fédération de Russie, et dans certains cas aux citoyens ordinaires de la Russie pour mérites dans le renforcement de la fraternité d'armes et pour favoriser la coopération militaire. |
|       | Médaille « Pour valeur au travail » Медаль « За трудовую доблесть »                                                                   | no 26-SP - no 7 | 28-12-2001 ---------- 24-08-2016 | Décernée au personnel civil de la direction des Programmes spéciaux du président de la fédération de Russie pour des contributions concrètes aux tâches confiées à la direction des Programmes spéciaux du président de la fédération de Russie et pour de longues années de travail dévoué. |
|       | Médaille « Vétéran du GUSP » медаль « Ветеран ГУСП »                                                                                  | no 10 - no 7    | 16-04-2004 ---------- 24-02-2016 | Décernée aux membres civils du personnel de la direction des Programmes spéciaux du président de la fédération de Russie et de ses organismes subordonnées, pour service exemplaire de 15 ans, ainsi qu’aux anciens employés à la retraite sur une pension d'État, pour une importante contribution à la réalisation des objectifs de la direction des Programmes spéciaux du président de la fédération de Russie. |
|       | Médaille « Vétéran du service » медаль « Ветеран Службы »                                                                             | no 7-SP - no 7  | 02-06-2004 ---------- 24-02-2016 | Décernée aux militaires transférés à la réserve (à la retraite) de la direction générale des Programmes spéciaux du président de la fédération de Russie (ci-après - GUSP), pour service impeccable de 20 ans ou plus ; aux personnes libérées (à la retraite) du service militaire dans les réserves de la GUSP avant l'entrée en vigueur de la présente directive, pour service impeccable de 20 ans ou plus au sein de la GUSP ; aux membres du personnel civil retraités de la GUSP pour travail dévoué de 20 ans ou plus au sein du GUSP ; aux membres du personnel civil retraités de la GUSP avant l'entrée en vigueur de la présente directive, pour travail dévoué de 20 ans ou plus au sein du GUSP. Peut également être décernée par le chef de la GUSP aux militaires libérés du service militaire (à la retraite) ou transférés à la réserve et aux personnes à la retraite de la GUSP avant l'entrée en vigueur de la présente directive, pour une contribution particulière à la mise en place, à l'amélioration et à l'entretien du haut degré de préparation au combat du personnel de la GUSP, qui ont au moins 20 ans de service, en tenant compte des périodes de service militaire dans les Forces armées de la fédération de Russie, d'autres troupes, formations et organes à caractère militaire. L'arrêté de 2016 a modifié le ruban des couleurs paramilitaires précédentes (à gauche) à ses couleurs départementales spécifiques actuelles (à droite). |
|       | Médaille « Pour service militaire distingué » de 1re classe Медаль « За отличие в военной службе » I степени                          | no 25 - no 7    | 28-12-2001 ---------- 24-02-2016 | Décernée au personnel militaire de la direction des Programmes spéciaux du président de la fédération de Russie pour 20 années de bons services. Inscription au verso "ПРИ ПРЕЗИДЕНТЕ РОССИИ" (SOUS LE PRESIDENT DE LA RUSSIE). L'arrêté de 2016 a modifié le ruban des couleurs militaires précédentes (à gauche) à ses couleurs départementales spécifiques actuelles (à droite). |
|       | Médaille « Pour service militaire distingué » de 2e classe Медаль « За отличие в военной службе » II степени                          | no 25 - no 7    | 28-12-2001 ---------- 24-02-2016 | Décernée au personnel militaire de la direction des Programmes spéciaux du président de la fédération de Russie pour 15 années de bons services. Inscription au verso "ПРИ ПРЕЗИДЕНТЕ РОССИИ" (SOUS LE PRESIDENT DE LA RUSSIE). L'arrêté de 2016 a modifié le ruban des couleurs militaires précédentes (à gauche) à ses couleurs départementales spécifiques actuelles (à droite). |
|       | Médaille « Pour service militaire distingué » de 3ère classe Медаль « За отличие в военной службе » III степени                       | no 25 - no 7    | 28-12-2001 ---------- 24-02-2016 | Décernée au personnel militaire de la direction des Programmes spéciaux du président de la fédération de Russie pour 10 années de bons services. Inscription au verso "ПРИ ПРЕЗИДЕНТЕ РОССИИ" (SOUS LE PRESIDENT DE LA RUSSIE). L'arrêté de 2016 a modifié le ruban des couleurs militaires précédentes (à gauche) à ses couleurs départementales spécifiques actuelles (à droite). |

### Décorations
| Avers | Nom (Français/Russe) | Arrêté          | Date                             | Critères d'attribution |
| ----- | --- | --------------- | -------------------------------- | --- |
|       | Décoration « Membre honoré de la Direction principale du GUSP » Нагрудный Знак « Почетный сотрудник Главного управления ГУСП »                                                                                | no 26-SP - no 7 | 28-12-2001 ---------- 24-02-2016 | Plus haute distonction du GUSP. Décernée aux membres de la direction principale des Programmes spéciaux du président de la fédération de Russie, des organisations subordonnées ou d'autres entités pour des services spécifiques Décernée au personnel de la direction principale du GUSP de la fédération de Russie et à d'autres personnes qui ont apporté une contribution significative au développement et à la mise en œuvre de la politique d'État et de la réglementation normative dans le domaine des activités du GUSP, au développement du GUSP, dans la mise en œuvre des pouvoirs conférés au GUSP, si précédemment récompensés avec une décoration départementale du GUSP: pour une fonction publique efficace et à long terme; pour initiative raisonnable, diligence et distinction dans le service; pour de nombreuses années de travail consciencieux et impeccable. |
|       | Décoration « Membre honoré du Service des sites restreints sous le Président de la fédération de Russie » Нагрудный Знак «Почетный сотрудник Службы специальных объектов при Президенте Российской Федерации» | no 7            | 24-02-2016                       | Décernée aux membres de la fonction publique du Service des programmes spéciaux du président de la fédération de Russie et à d’autres personnes pour assistance dans la résolution des tâches assignées au GUSP : pour une grande contribution au développement du GUSP et à la résolution de tâches, si précédemment décorés de la décoration « Pour service dans des sites restreints » de 1re classe. |
|       | Décoration « Pour service dans des sites restreints » de 1re classe Нагрудный Знак « За службу на спецобъектах » I степени                                                                                    | no 7            | 24-02-2016                       | Décerné au personnel militaire et civil servant dans des sites restreints de la direction des Programmes spéciaux du président de la fédération de Russie avec au moins 15 ans d’ancienneté, pour une grande contribution personnelle à accroître la sécurité et la défense des sites sensibles de la direction des Programmes spéciaux du président de la fédération de Russie, pour distinction, initiative et persévérance. |
|       | Décoration « Pour service dans des sites restreints » de 2e classe Нагрудный Знак « За службу на спецобъектах » II степени                                                                                    | no 7            | 24-02-2016                       | Décerné au personnel militaire et civil servant dans des sites restreints de la direction des Programmes spéciaux du président de la fédération de Russie avec au moins 15 ans d’ancienneté, pour une grande contribution personnelle à accroître la sécurité et la défense des sites sensibles de la direction des Programmes spéciaux du président de la fédération de Russie, pour distinction, initiative et persévérance. |
|       | Décoration « Pour service dans des sites restreints » de 3e classe Нагрудный Знак « За службу на спецобъектах » III степени                                                                                   | no 7            | 24-02-2016                       | Décerné au personnel militaire et civil servant dans des sites restreints de la direction des Programmes spéciaux du président de la fédération de Russie avec au moins 15 ans d’ancienneté, pour une grande contribution personnelle à accroître la sécurité et la défense des sites sensibles de la direction des Programmes spéciaux du président de la fédération de Russie, pour distinction, initiative et persévérance. |
|       | Badge du jubilé « XXV ans de la GUSP » Юбилейный знак « ГУСП XXV » | № ?             | ?                                | L’arrêté du chef de la GUSP ne fut pas encore trouvé pour traduction à cet article et n’est possiblement pas encore publié. |
|       | Badge du jubilé « XXX ans de la GUSP » Юбилейный знак « ГУСП XXX » | № ?             | ?                                | L’arrêté du chef de la GUSP ne fut pas encore trouvé pour traduction à cet article et n’est possiblement pas encore publié. |

## Service de coursiers d’État de la fédération de Russie

### Médailles
| Avers | Nom (Français/Russe) | Arrêté                            | Date                                                                         | Critères d'attribution |
| ----- | --- | --------------------------------- | ---------------------------------------------------------------------------- | --- |
|       | Croix « Pour mérites » Крест « За заслуги » | no 66 - no 250 - no 130 - no 138  | 03-03-2004 ---------- 22-07-2005 ---------- 16-04-2010 ---------- 28-04-2016 | Décernée aux employés de l'organisme central du Service de coursiers d’État de Russie, de ses organes territoriaux et d’organisations subordonnées, qui ont servi (travaillé) sans faute dans le système de communications du Service de coursiers d’État de Russie pour au moins 15 ans et qui ont déjà été attribués la médaille "Pour loyaux services» du Service de coursiers d’État de Russie, pour mérites dans le domaine des communications d'État et pour service (travail) impeccable. Peut également être décernée à d'autres personnes pour leur assistance dans la résolution des tâches assignées au Service de coursiers d’État de Russie. |
|       | Médaille « Pour zèle » de 1re classe Медаль « За усердие » I степени                                                                           | no 66 - no 250 - no 130 - no 138  | 03-03-2004 ---------- 22-07-2005 ---------- 16-04-2010 ---------- 28-04-2016 | Décernée aux employés de l'organisme central du Service de coursiers d’État de Russie, de ses organes territoriaux et d’organisations subordonnées, qui ont servi (travaillé) dans le Service de coursiers d’État de Russie pendant cinq ans ou plus, aux agents des communications de messageries fédérales, si déjà attribués la médaille « Pour zèle » de 2e classe et la décoration du Service de coursiers d’État de Russie "Pour mérites» ou «Pour Distinction» ; pour initiative, diligence et excellence dans l'exercice de leurs fonctions ; aux fonctionnaires fédéraux en remplacement dans une position du système du Service de coursiers d’État de Russie, si déjà attribués la médaille « Pour zèle » de 2e classe, le Diplôme d'honneur du Service de coursiers d’État de Russie ou une note de gratitude, pour excellent service et efficacité ; aux employés du Service de coursiers d’État de Russie, dans des positions de remplacement, hors du système du Service de coursiers d’État de Russie, dans la fonction publique de l'État fédéral, ainsi que pour les travailleurs et les employés des organes territoriaux du Service de coursiers d’État de Russie et ses organisations subordonnées, si déjà attribués la médaille « Pour zèle » de 2e classe, le Diplôme d'honneur du Service de coursiers d’État de Russie ou une note de gratitude, pour l'exécution diligente de tâches, pour initiative, pour travail acharné et de hautes réalisations en communications. Peut également être décernée à d'autres personnes pour leur assistance dans la résolution des tâches du Service de coursiers d’État de Russie. |
|       | Médaille « Pour zèle » de 2e classe Медаль « За усердие » II степени                                                                           | no 66 - no 250 - no 130 - no 138  | 03-03-2004 ---------- 22-07-2005 ---------- 16-04-2010 ---------- 28-04-2016 | Décernée aux employés de l'organisme central du Service de coursiers d’État de Russie, de ses organes territoriaux et d’organisations subordonnées, qui ont servi (travaillé) dans le Service de coursiers d’État de Russie pendant cinq ans ou plus, aux agents des communications de messageries fédérales, si déjà attribués la décoration du Service de coursiers d’État de Russie "Pour mérites» ou «Pour Distinction» ; pour initiative, diligence et excellence dans l'exercice de leurs fonctions ; aux fonctionnaires fédéraux en remplacement dans une position du système du Service de coursiers d’État de Russie, si déjà attribués le Diplôme d'honneur du Service de coursiers d’État de Russie ou une note de gratitude, pour excellent service et efficacité ; aux employés du Service de coursiers d’État de Russie, dans des positions de remplacement, hors du système du Service de coursiers d’État de Russie, dans la fonction publique de l'État fédéral, ainsi que pour les travailleurs et les employés des organes territoriaux du Service de coursiers d’État de Russie et ses organisations subordonnées, si déjà attribués le Diplôme d'honneur du Service de coursiers d’État de Russie ou une note de gratitude, pour l'exécution diligente de tâches, pour initiative, pour travail acharné et de hautes réalisations en communications. Peut également être décernée à d'autres personnes pour leur assistance dans la résolution des tâches du Service de coursiers d’État de Russie. |
|       | Médaille « Pour loyaux services » Медаль « За верность долгу »                                                                                 | no 545 - no 250 - no 130 - no 138 | 31-08-2001 ---------- 22-07-2005 ---------- 16-04-2010 ---------- 28-04-2016 | Décernée aux employés de l'organisme central du Service de coursiers d’État de Russie, de ses organes territoriaux et d’organisations subordonnées, qui ont servi dans le système de communication du Service de coursiers d’État de Russie depuis quinze ans ou plus et qui ont déjà reçu la Médaille « Pour Zèle » de 1re classe du Service de coursiers d’État de Russie, pour initiative et distinction dans l'exercice de leurs fonctions. Peut aussi être décernée à d'autres personnes pour l'assistance dans l'exécution des tâches confiées au Service de coursiers d’État de Russie |
|       | Médaille « Vétéran du Service de coursiers d’État » Медаль « Ветеран фельдъегерской службы »                                                   | no 368 - no 250 - no 204          | 22-10-2004 ---------- 22-07-2005 ---------- 08-07-2016                       | Décernée aux employés de l'organisme central du Service de coursiers d’État de Russie, de ses organes territoriaux et d’organisations subordonnées, aux agents des communications fédérales avec 25 ans ou plus d'ancienneté dont au moins 15 étaient dans le Service de coursiers d’État de Russie, pour performance exemplaire de fonctions et pour des réalisations distinguées dans le service ; aux fonctionnaires fédéraux, dans une position de remplacement du système de la fonction publique fédérale du Service de coursiers d’État de Russie qui ont servi (travaillé) dans les organes du Service de coursiers d’État de Russie depuis 25 ans ou plus, pour un service excellent et efficace ; aux employés du Service de coursiers d’État de Russie, dans des positions de remplacement, hors du système du Service de coursiers d’État de Russie, ainsi qu’aux travailleurs et employés des organes territoriaux du Service de coursiers d’État de Russie et d’organisations subordonnées, qui ont travaillé dans le et d’organisations subordonnées depuis 25 ans ou plus, pour l'exécution fidèle de leurs fonctions. |
|       | Médaille « Pour la promotion » Медаль « За содействие »                                                                                        | no 132 - no 138                   | 18-05-2006 ---------- 28-04-2016                                             | Décernée aux citoyens de la fédération de Russie et aux ressortissants étrangers qui aident à surmonter les difficultés rencontrées par le Service de coursiers d’État de Russie. |
|       | Médaille « Pour valeur au travail » Медаль « За трудовую доблесть »                                                                            | no 130 - no 138                   | 16-04-2010 ---------- 28-04-2016                                             | Décernée aux employés de l'organisme central du Service de coursiers d’État de Russie, de ses organes territoriaux et d’organisations subordonnées (sauf les officiers des entités de communications fédérales), qui ont travaillé pendant 25 ans ou plus, avec au moins 10 d'entre elles au sein du Service de coursiers d’État de Russie: aux fonctionnaires fédéraux qui occupent des postes dans la fonction publique de l'État dans le Service de coursiers d’État de Russie, pour excellence et efficacité dans le Service de coursiers d’État de Russie ; aux employés du Service de coursiers d’État de Russie, occupant des postes de remplacement hors des postes du Service de coursiers d’État de Russie, ainsi que pour les employés des organes territoriaux du Service de coursiers d’État de Russie et de ses organisations subordonnées, pour l'exécution fidèle de leurs fonctions. Peut également être décernée aux susmentionnés pour une contribution exceptionnelle au développement et à l'amélioration du Service de coursiers d’État de Russie, quelle que soit la durée du service. Peut également être attribué à d'autres personnes pour leur aide à résoudre les tâches confiées au du Service de coursiers d’État de Russie. |
|       | Médaille « Lieutenant-général des troupes de l’Intérieur B.I. Krasnopevtsev » Медаль « Генерал-лейтенант внутренней службы Б.И. Краснопевцев » | no 130 - no 138                   | 16-04-2010 ---------- 28-04-2016                                             | Décernée aux employés de l'organisme central du Service de coursiers d’État de Russie, de ses organes territoriaux et d’organisations subordonnées, qui ont impeccablement servi pour (travaillé dans) le Service de coursiers d’État de Russie pour au moins 10 ans, pour contribution personnelle au développement et à l’amélioration du Service de coursiers d’État de Russie ; pour l'éducation patriotique au sein du Service de coursiers d’État de Russie ; pour la promotion du Service de coursiers d’État de Russie ; pour renforcer la coopération internationale entre les organismes de messagerie dans les états alliés - les participants de l'Accord intergouvernemental sur la communication par messagerie ; à d'autres personnes pour leur aide à accomplir les tâches confiées au Service de coursiers d’État de Russie. |
|       | Médaille « Pour service impeccable » de 1re classe Медаль « За безупречную службу » I степени                                                  | no 545 - no 250 - no 130 - no 138 | 31-08-2001 ---------- 22-07-2005 ---------- 16-04-2010 ---------- 28-04-2016 | Décerné aux membres du Service de coursiers d’État de Russie, pour un bon service sur une période de 20 ans. La durée du service prend en compte le service dans les organes du maintien de la paix, dans l'armée et dans tout autre service fédéral à formation militaire ou paramilitaire. |
|       | Médaille « Pour service impeccable » de 2e classe Медаль « За безупречную службу » II степени                                                  | no 545 - no 250 - no 130 - no 138 | 31-08-2001 ---------- 22-07-2005 ---------- 16-04-2010 ---------- 28-04-2016 | Décerné aux membres du Service de coursiers d’État de Russie, pour un bon service sur une période de 15 ans. La durée du service prend en compte le service dans les organes du maintien de la paix, dans l'armée et dans tout autre service fédéral à formation militaire ou paramilitaire. |
|       | Médaille « Pour service impeccable » de 3e classe Медаль « За безупречную службу » III степени                                                 | no 545 - no 250 - no 130 - no 138 | 31-08-2001 ---------- 22-07-2005 ---------- 16-04-2010 ---------- 28-04-2016 | Décerné aux membres du Service de coursiers d’État de Russie, pour un bon service sur une période de 10 ans. La durée du service prend en compte le service dans les organes du maintien de la paix, dans l'armée et dans tout autre service fédéral à formation militaire ou paramilitaire. |

### Décorations
| Avers | Nom (Français/Russe) | Arrêté                            | Date                                                                         | Critères d'attribution |
| ----- | --- | --------------------------------- | ---------------------------------------------------------------------------- | --- |
|       | Décoration « Membre honoré du Service de coursiers d’État de la fédération de Russie » Почетный знак « Почетный Сотрудник Государственной фельдъегерской службы Российской Федерации » | no 130 - no 138                   | 16-04-2010 ---------- 28-04-2016                                             | Décernée pour un mérite particulier dans le développement et l'amélioration du Service de coursiers d’État de Russie étalé sur de nombreuses années de travail consciencieux. Peut être décernée à des agents du Service de coursiers d’État de Russie avec 25 ans ou plus d'ancienneté, avec au moins 15 de ces années au sein du Service de coursiers d’État de Russie. La durée du service comprend le service dans les organes des affaires intérieures, le service militaire, tout autre service où il y a des titres spéciaux, ainsi que le travail dans le Service de coursiers d’État de Russie dans des postes d’employés ou de travailleurs. Pour les fonctionnaires fédéraux qui occupent des postes dans le Service de coursiers d’État de Russie, les employés du Service de coursiers d’État de Russie dans des positions de remplacement hors des positions du le système de la fonction publique fédérale du Service de coursiers d’État de Russie, ainsi qu’aux travailleurs et employés de organes territoriaux du Service de coursiers d’État de Russie et de ses organisations subordonnées, qui ont 25 ans d'ancienneté ou plus avec au moins 15 de ces années au sein du Service de coursiers d’État de Russie. Décoration de type 1 à gauche, de type 2 à droite. |
|       | Décoration « Service de coursiers d’État de la fédération de Russie » Почетный знак « Государственной фельдъегерской службы Российской Федерации »                                     | no 65 - no 250 - no 130 - no 138  | 03-03-2004 ---------- 22-07-2005 ---------- 16-04-2010 ---------- 28-04-2016 | Décernée aux employés de l'organisme central du Service de coursiers d’État de Russie, de ses organes territoriaux et d’organisations subordonnées, pour service exceptionnel dans le domaine du développement et de l'amélioration des messageries et communications de l'État, ainsi qu’à d'autres personnes qui fournissent une assistance dans la résolution des tâches assignées au Service de coursiers d’État de Russie. |
|       | Décoration « Pour distinction » нагрудный знак « За отличие » | no 187 - no 250 - no 130 - no 138 | 14-04-1998 ---------- 22-07-2005 ---------- 16-04-2010 ---------- 28-04-2016 | Décernée aux officiers de la structure de commandement des communications de l'État avec au moins 3 ans de service dans le au Service de coursiers d’État de Russie, pour l'accomplissement fidèle des devoirs et l’atteinte de hauts indicateurs de performance. |
|       | Décoration « XXV ans d’excellents services en communication par coursiers » Знак отличия « XXV лет безупречной службы в фельдъегерской связи »                                         | no 250 - no 130                   | 22-07-2005 ---------- 16-04-2010                                             | Décernée aux officiers des postes de commandement des communications de messagerie fédérales qui ont servi dans le Service de coursiers d’État de Russie depuis 25 ans ou plus, pour la performance exemplaire de devoirs et de bons résultats dans le service. Décoration de type 1 décernée jusqu’en 2010, remplacée par la décoration de type 2. |
|       | Décoration « XXV ans d’excellents services en communication par coursiers » Знак отличия « XXV лет безупречной службы в фельдъегерской связи »                                         | no 250 - no 130                   | 22-07-2005 ---------- 16-04-2010                                             | Décernée aux officiers des postes de commandement des communications de messagerie fédérales qui ont servi dans le Service de coursiers d’État de Russie depuis 25 ans ou plus, pour la performance exemplaire de devoirs et de bons résultats dans le service. Décoration de type 2 décernée depuis 2010, a remplacé la décoration de type 1. |
|       | Décoration « XXX ans d’excellents services en communication par coursiers » Знак отличия « XXX лет безупречной службы в фельдъегерской связи »                                         | no 130 - no 138                   | 16-04-2010 ---------- 28-04-2016                                             | Décernée aux officiers des postes de commandement des communications de messagerie fédérales qui ont servi dans le Service de coursiers d’État de Russie depuis 30 ans ou plus, pour la performance exemplaire de devoirs et de bons résultats dans le service. |
|       | Badge de poitrine « 210 ans de communications par coursiers en Russie » Нагрудный знак « 210 лет Российской фельдъегерской связи »                                                     | no 250                            | 22-07-2005                                                                   | Décerné aux employés du Service de coursiers d’État de Russie, pour la performance exemplaire de fonctions officielles, pour de bons résultats dans le service (travail), et pour marquer le 210e anniversaire des communications par coursiers par l'État russe. Peut être aussi décernée à d'autres personnes pour leur aide à résoudre les tâches du Service de coursiers d’État de Russie. |
|       | Badge commémoratif « 220 ans de communications par coursiers en Russie » Памятный знак « 220 лет Российской фельдъегерской связи »                                                     | no 241                            | 02-08-2016                                                                   | Décerné aux employés du Service de coursiers d’État de Russie qui ont servi (travaillé) dans le système de coursiers d'État de Russie pour au moins 1 an: aux officiers des organes de communication d’État par coursiers pour leur initiative, diligence et pour l'excellence de leurs performances ; aux fonctionnaires fédéraux qui occupent des postes dans la fonction publique des organes de communication par courrier pour un service excellent et efficace ; aux employés des corps territoriaux du GFS de Russie pour l'exécution fidèle de leurs fonctions ; ainsi qu’à d'autres personnes pour leur assistance à résoudre les tâches assignées au GFS de Russie. |

## Service fédéral des douanes

### Médailles
| Avers | Nom (Français/Russe) | Arrêté          | Date                       | Critères d'attribution |
| ----- | --- | --------------- | -------------------------- | --- |
|       | Médaille « Dmitry Bibikov » Медаль « Дмитрий Бибиков »                                                                            | no 1804         | 07-09-2012                 | Décernée aux officiers et aux employés des organes douaniers de la fédération de Russie et des institutions administrées par le Service fédéral des douanes de Russie, des bureaux de douanes de la fédération de Russie à l'étranger ainsi qu'à d'autres personnes portant assistance aux autorités douanières, pour le renforcement de la coopération douanière internationale et l'assistance au Service fédéral des douanes pour assurer la sécurité économique de la fédération de Russie ; pour le développement et l'amélioration du système douanier de la fédération de Russie ; pour l'accomplissement des tâches assignées aux autorités douanières de la fédération de Russie. |
|       | Médaille « Pour valeur » Медаль « За доблесть »                                                                                   | no 300 -- no 97 | 26-03-2001 ---- 01-10-2004 | Décernée aux fonctionnaires et aux employés des autorités douanières pour un acte de courage décisif durant le service ou devoir civique dans des conditions de risque pour la vie. Pour avoir mené à bien des tâches de grande importance et complexité pour l'ensemble du système douanier ; pour une participation directe à des événements spéciaux de lutte contre la criminalité dans le domaine douanier, la contrebande de marchandises, d'armes, de drogues, de matières radioactives et fissiles ; pour courage personnel et bravoure démontré dans l'exercice de leurs fonctions avec un risque pour la vie ; pour une action dédiée à protéger la vie, la santé, l'honneur et la dignité des citoyens de la Russie. |
|       | Médaille « Pour zèle » Медаль « За усердие »                                                                                      | no 300 -- no 97 | 26-03-2001 ---- 01-10-2004 | Décernée aux dirigeants et aux employés des autorités douanières de la fédération de Russie pour des résultats remarquables dans la protection des intérêts économiques et de la sécurité économique de la fédération de Russie ; pour des performances et des compétences organisationnelles exceptionnelles ; pour le développement et l'introduction de techniques de pointe ; d'initiative et de haute performance dans les activités opérationnelles et commerciales ; pour l’amélioration des compétences professionnelles et pédagogiques ; pour une contribution significative à la formation des autorités douanières de la fédération de Russie |
|       | Médaille « Pour le renforcement de la coopération entre les services douaniers » Медаль « За укрепление таможенного содружества » | no 300 -- no 97 | 26-03-2001 ---- 01-10-2004 | Décernée aux fonctionnaires et aux employés des autorités douanières de la fédération de Russie pour une contribution personnelle au développement de la coopération douanière avec l'Union douanière des Nations et renforcer la collaboration avec les autorités douanières d’autres états ; aux citoyens de la fédération de Russie ayant aidé les autorités douanières de la Russie à faire face à des défis ; aux ressortissants étrangers, y compris les membres des autorités douanières d’autres états, pour le renforcement de la coopération au niveau des douanes et des liens d'affaires avec les autorités douanières de la fédération de Russie. |
|       | Médaille « Pour service distingué » de 1re classe Медаль « За Отличие В Службе » I степени                                        | no 300 -- no 97 | 26-03-2001 ---- 01-10-2004 | Décernée aux agents des douanes de la fédération de Russie pour un service impeccable sur une période de 20 ans. L'inscription au revers se lit «За службу в таможенных органах» (Pour service dans les organes de douane). |
|       | Médaille « Pour service distingué » de 2e classe Медаль « За Отличие В Службе » II степени                                        | no 300 -- no 97 | 26-03-2001 ---- 01-10-2004 | Décernée aux agents des douanes de la fédération de Russie pour un service impeccable sur une période de 15 ans. L'inscription au revers se lit «За службу в таможенных органах» (Pour service dans les organes de douane). |
|       | Médaille « Pour service distingué » de 3e classe Медаль « За Отличие В Службе » III степени                                       | no 300 -- no 97 | 26-03-2001 ---- 01-10-2004 | Décernée aux agents des douanes de la fédération de Russie pour un service impeccable sur une période de 10 ans. L'inscription au revers se lit «За службу в таможенных органах» (Pour service dans les organes de douane). |
|       | Médaille du jubilé « 25 ans du Service des douanes de Russie » Юбилейный медаль « 25 лет Федеральной таможенной службе »          | no 1090         | 01-06-2016                 | Décernée aux officiers et aux employés des services douaniers de la fédération de Russie, aux représentants des services des douanes de la fédération de Russie dans les États étrangers, des institutions administrées par le Service fédéral des douanes de Russie qui ont contribué de façon significative à l'établissement, au développement et à l’amélioration du service des douanes. Peut également être décernée aux citoyens de la fédération de Russie et aux ressortissants étrangers pour leur assistance dans les tâches confiées aux autorités douanières de la fédération de Russie. Les citoyens russes qui ont servi (travaillé) dans les institutions des autorités douanières pendant au moins 20 ans et qui ont activement participé à la promotion des meilleures traditions et coutumes des douanes russes peuvent également recevoir la médaille. |

### Décorations
| Avers | Nom (Français/Russe) | Arrêté                    | Date                                       | Critères d'attribution |
| ----- | --- | ------------------------- | ------------------------------------------ | --- |
|       | Décoration « Officier honoré des douanes de Russie » Нагрудный знак « Почетный таможенник России »                            | no 97                     | 01-10-2004                                 | Décernée aux dirigeants et aux employés des organismes et institutions du Service fédéral des douanes de Russie, pour la promotion des intérêts économiques et de la sécurité de la fédération de Russie, qui ont apporté une contribution particulière à la formation, au développement et à l'amélioration du système douanier de la Russie. Peut également être décernée aux retraités qui ont travaillé avec les autorités douanières pendant au moins 20 ans et qui ont apporté une contribution significative au service douanier de la fédération de Russie, et dans des cas exceptionnels, aux chefs des organes de l'État et des organisations de la fédération de Russie, aux citoyens des états de la Communauté des États indépendants ou des pays étrangers, pour leur aide aux autorités douanières russes dans l'exercice de leurs fonctions. |
|       | Décoration « Pour distinction spéciale » Нагрудный знак « За особые отличия »                                                 | no 1804                   | 07-09-2012                                 | Décernée aux officiers et aux employés des organismes douaniers de la fédération de Russie, des institutions administrées par le Service fédéral des douanes de Russie, ainsi qu'aux représentants des services douaniers de la fédération de Russie à l'étranger, ayant déjà reçu la Médaille du Service fédéral des douanes de Russie "Pour zèle": pour services spéciaux : dans la protection des intérêts économiques et la sécurité économique de la fédération de Russie ; dans l'accomplissement de tâches d'une importance et d'une complexité particulières ; dans l'organisation et le renforcement de la coopération douanière internationale. |
|       | Décoration « Excellent dans le service des douanes » Нагрудный знак « Отличник таможенной службы »                            | no 97                     | 01-10-2004                                 | Décerné aux dirigeants et aux employés des organismes et institutions du Service fédéral des douanes de Russie pour une performance exemplaire de fonctions officielles, pour un haut niveau de professionnalisme, un apport personnel considérable à la protection des intérêts économiques et de la sécurité économique de la fédération de Russie, et qui ont travaillé dans le système douanier de Russie pour au moins 5 ans. |
|       | Décoration « Pour le développement du Service des douanes de Russie » Нагрудный знак « За развитие таможенной службы России » | no 97 -- no 731           | 01-10-2004 ---- 22-04-2009                 | Décernée aux plus hauts dirigeants des autorités douanières de la fédération de Russie, des institutions du Service fédéral des douanes de Russie, ainsi qu’à ceux qui ont déjà servi dans ces positions, pour une contribution spéciale à la création, au développement et à l'amélioration du système douanier de la fédération de Russie, à la sécurité économique de la fédération de Russie et à l'organisation du travail efficace des organes douaniers de la fédération de Russie ; aux chefs du gouvernement, pour une grande contribution personnelle au renforcement de la coopération et des relations d'affaires avec les autorités douanières de la fédération de Russie, et pour leur assistance dans la protection des intérêts économiques de la fédération de Russie ; aux citoyens étrangers, y compris les fonctionnaires des agences de douane des pays étrangers, pour leur importante contribution au renforcement de la coopération douanière internationale et une assistance pour assurer la sécurité économique de la fédération de Russie                                                                        |
|       | Décoration « Vétéran du service des douanes » Нагрудный знак « Ветеран таможенной службы »                                    | no 300 -- no 953 -- no 97 | 26-03-2001 ---- 28-09-2001 ---- 01-10-2004 | Décernée aux fonctionnaires qui ont servi impeccablement dans les organes du service douanier de la fédération de Russie depuis plus de 20 ans. Peut également être décernée aux vétérans du service qui ont pris leur retraite des autorités douanières avant la publication de la présente ordonnance, à la demande du président du Conseil des vétérans du service douanier de l'autorité douanière dans laquelle ils servaient. |
|       | Badge du jubilé « 10 ans du Comité des douanes fédérales de Russie » Юбилейный нагрудный знак « 10 лет ГТК России »           | no 97                     | 01-10-2004                                 | Décerné aux dirigeants et aux employés qui ont impeccablement servi dans les organes des douanes de la fédération de Russie pendant au moins 3 ans, pour une contribution personnelle durant l’exercice de fonctions officielles et l’obtention de bons résultats dans la protection des intérêts économiques de la fédération de Russie. Peut également être décernée aux vétérans retraités des autorités douanières avec le droit à une pension et avec 20 ancienneté dans les douanes, à la demande du Conseil des anciens combattants du service des douanes où ils ont servi. Peut également être décerné aux citoyens de la fédération de Russie et aux ressortissants étrangers pour leur aide aux autorités douanières russes pour relever les défis auxquels ils sont confrontés. Lors de l'attribution pour mérite exceptionnel dans l'accomplissement de tâches spéciales de grande importance et complexité pour l'ensemble du système douanier, les fonctionnaires et les employés des autorités douanières et les retraités pensionnés avec ancienneté de 20 ans peuvent recevoir la décoration or au lieu de celle d'argent. |

## Service fédéral de contrôle des narcotiques de la Russie 2003-2016
Le Service fédéral de contrôle des narcotiques de la Russie a été créé par le décret présidentiel no 306 du 11 mars 2003. Il a été supprimé et intégré au ministère de l'Intérieur par le décret présidentiel no 156 du 31 mai 2016.

### Médailles
| Avers | Nom (Français/Russe) | Arrêté          | Date                       | Critères d'attribution |
| ----- | --- | --------------- | -------------------------- | --- |
|       | Médaille « Pour distinction en service des agences du contrôle des narcotiques » de 1re classe Медаль « За отличие в службе в органах наркоконтроля » I степени  | no 203 -- no 27 | 28-06-2005 ---- 25-01-2012 | Décernée aux employés des autorités de contrôle des narcotiques pour l'exécution exemplaire de tâches officielles et de résultats élevés obtenus dans les activités professionnelles, pour initiative, dévouement et persévérance dans la résolution de tâches spécifiques. Les médailles sont décernées séquentiellement de la 3e classe jusqu'à 1re. La médaille de 1re classe ne peut être attribuée que trois ans ou plus après l'attribution de la médaille de 2e classe.                                                         |
|       | Médaille « Pour distinction en service des agences du contrôle des narcotiques » de 2e classe Медаль « За отличие в службе в органах наркоконтроля » II степени  | no 203 -- no 27 | 28-06-2005 ---- 25-01-2012 | Décernée aux employés des autorités de contrôle des narcotiques pour l'exécution exemplaire de tâches officielles et de résultats élevés obtenus dans les activités professionnelles, pour initiative, dévouement et persévérance dans la résolution de tâches spécifiques. Les médailles sont décernées séquentiellement de la 3e classe jusqu'à 1re. La médaille de 2ère classe ne peut être attribuée que deux ans ou plus après l'attribution de la médaille de 3e classe.                                                         |
|       | Médaille « Pour distinction en service des agences du contrôle des narcotiques » de 3e classe Медаль « За отличие в службе в органах наркоконтроля » III степени | no 203 -- no 27 | 28-06-2005 ---- 25-01-2012 | Décernée aux employés des autorités de contrôle des narcotiques pour l'exécution exemplaire de tâches officielles et de résultats élevés obtenus dans les activités professionnelles, pour initiative, dévouement et persévérance dans la résolution de tâches spécifiques. Les médailles sont décernées séquentiellement de la 3e classe jusqu'à 1re. La médaille de 3ère classe ne peut être attribuée que deux ans ou plus après l'attribution du Certificat d’honneur du Service fédéral de contrôle des narcotiques de la Russie. |
|       | Médaille « Pour assistance aux agences de contrôle des narcotiques » Медаль « За содействие органам наркоконтроля »                                              | no 203          | 28-06-2005                 | Décernée aux personnes qui offrent une assistance aux autorités de contrôle des narcotiques dans la résolution des tâches qui leur sont assignées. |

### Décorations
| Award | Name (Français/Russe) | Order           | Inception Date             | Award Criteria |
|       | Décoration du Titre « Membre honoré des autorités du contrôle des narcotiques » Нагрудного знака к званию « Почетный сотрудник органов наркоконтроля » | no 203 -- no 27 | 28-06-2005 ---- 25-01-2012 | Décerné aux employés des autorités de contrôle des narcotiques pour services spéciaux dans l'identification, la prévention, la suppression et la découverte de crimes relevant de la compétence des organismes de contrôle des narcotiques, qui ont contribué de manière significative à assurer les activités des organismes de contrôle des narcotiques et possédant une durée en service dans les agences de contrôle des narcotiques d'au moins 20 ans. |
|       | Décoration « Pour mérites » Памятный знак « За заслуги »                                                                                               | no 138          | 27-04-2005                 | Décernée aux employés et aux fonctionnaires de l'administration fédérale des autorités de contrôle des narcotiques, qui ont contribué de manière significative au développement, à l'établissement et aux opérations des organismes de contrôle des narcotiques ; aux employés retraités des organismes de contrôle des narcotiques qui ont contribué de manière significative au développement, à l'établissement et aux opérations des organismes de contrôle des narcotiques ; aux citoyens de la fédération de Russie pour l'assistance aux autorités de contrôle des narcotiques à résoudre les tâches qui leur sont assignées. |

## Service fédéral frontalier de Russie 1993-2003
Créé le 30 décembre 1993 pour remplacer le Service des Gardes-Frontaliers du KGB à la suite de la dislocation de l'URSS, le Service fédéral frontalier de Russie (russe : Федеральная пограничная служба России) a à peine existé une décennie. Initialement donné pleine autonomie par le président Eltsine dans un effort pour réduire le pouvoir du KGB, le service fut absorbé dans le nouveau Service fédéral de sécurité de la fédération de Russie le 11 mars 2003 par le président Poutine et rebaptisé Service des gardes-frontaliers du FSB de la fédération de Russie (russe : Пограничная служба Федеральной службы безопасности Российской Федерации). Le Service fédéral frontalier de Russie avait son propre système de décorations subordonné aux systèmes de décorations d'État. Ces décorations, bien que maintenant redessinées pour être en ligne avec les décorations du FSB, demeurent dans l'ordre de préséance des décorations du FSB et sont portées sur l'uniforme des bénéficiaires pré 2003.

### Médailles
| Avers | Nom | Arrêté départemental | Date       | Critères d’attribution |
| ----- | --- | -------------------- | ---------- | --- |
|       | Médaille « Pour le renforcement de la coopération militaire » Медаль « За укрепление боевого содружества »     | no 309               | 05-07-1995 | Décernée aux militaires et aux membres du personnel civil du Service fédéral frontalier de Russie, des organes et des unités militaires du Service fédéral frontalier de Russie, et, dans certains cas, à d'autres citoyens de la fédération de Russie et aux ressortissants étrangers, pour service dans le renforcement de la coopération et camaraderie militaire avec des états alliés. Inscription au revers "Федеральная Пограничная Служба Российской Федерации" (du Service fédéral frontalier de Russie). |
|       | Médaille « Pour distinction en service militaire" de 1re classe едаль «За Отличие В Военной Службе» I степени  | no 309               | 05-07-1995 | Décernée au personnel du Service fédéral frontalier de Russie pour 20 ans de service distingué. Inscription au revers "Федеральная Пограничная Служба Российской Федерации" (Service fédéral frontalier de la fédération de Russie). |
|       | Médaille « Pour distinction en service militaire" de 2e classe едаль «За Отличие В Военной Службе» II степени  | no 309               | 05-07-1995 | Décernée au personnel du Service fédéral frontalier de Russie pour 15 ans de service distingué. Inscription au revers "Федеральная Пограничная Служба Российской Федерации" (Service fédéral frontalier de la fédération de Russie). |
|       | Médaille « Pour distinction en service militaire" de 3e classe едаль «За Отличие В Военной Службе» III степени | no 309               | 05-07-1995 | Décernée au personnel du Service fédéral frontalier de Russie pour 10 ans de service distingué. Inscription au revers "Федеральная Пограничная Служба Российской Федерации" (Service fédéral drontalier de la fédération de Russie). |

### Décorations
| Avers | Nom | Arrêté départemental | Date                             | Critères d’attribution |
| ----- | --- | -------------------- | -------------------------------- | --- |
|       | Décoration « Officier émérite du Service frontalier » Нагрудный знак « Почетный сотрудник погранслужбы »                             | no 311               | 30-06-2000                       | Décernée aux militaires du Service fédéral frontalier de Russie et aux personnes qui ont quitté le service militaire dans les réserves (retraitées), qui ont impeccablement servi au sein des forces armées, d'agences et d'organisations du Service fédéral frontalier de Russie avec au moins 20 ans de service et précédemment décernés la Médaille «Pour distinction dans la protection des frontières d'État de l'URSS» ou la Médaille "Pour distinction dans la protection des frontières de l'État" ; pour leur contribution personnelle spéciale à la sécurité et à la protection de la frontière d'État ; pour la formation et l'éducation du personnel, le renforcement de la préparation au combat des formations, des unités militaires et des sous-unités. Le Directeur du Service fédéral frontalier de Russie peut décider d'attribuer la décoration à d'autres personnes pour des services rendus et assistance au Service fédéral frontalier de Russie à résoudre les tâches militaires et opérationnelles pour la sécurité et la protection de la frontière d'Etat de la fédération de Russie qui lui sont assignées. |
|       | Décoration « Garde frontalier distingué de la fédération de Russie » Нагрудный знак « Заслуженный пограничник Российской Федерации » | no 530 - no 1099     | 28-05-1997 ---------- 07-09-2010 | Titre attribué aux militaires ayant au moins 15 ans ou plus dans le service militaire, pour leurs services dans le renforcement de la sécurité et la protection de la frontière d'État de la fédération de Russie. Le titre a été aboli en 2010 par décret présidentiel. |
|       | Décoration « Pour mérites" de 1re classe Знак «За Заслуги» I степени                                                                 | no 90 - no 676       | 09-02-1995 ---------- 13-11-2001 | Décernée aux militaires et au personnel civil du Service fédéral frontalier de Russie, ainsi qu'à d'autres personnes: pour initiative et diligence manifestées dans l'exercice de fonctions officielles de sécurité et de protection de la frontière d'État de la fédération de Russie, des frontières extérieures de la Communauté des États indépendants, pour la protection des eaux intérieures, des mers territoriales, des zones économiques exclusives, du plateau continental de la fédération de Russie et leurs ressources naturelles, ainsi que pour d'autres services rendus pendant le service militaire ; pour un travail personnel exemplaire et d'autres mérites dans les activités de travail de la fonction publique au service des gardes-frontières ; pour une assistance active au Service fédéral frontalier de Russie à résoudre les problèmes auxquels il est confronté dans l'exécution des tâches qui lui sont assignées. La décoration est décernée en deux classes, 1re et 2e décernées séquentiellement à partir de la 2e qui est la classe inférieure. Tout récipiendaire de la décoration de 1re classe doit avoir été précédemment décerné la décoration de 2e classe pour un minimum de 1 an. Le personnel civil du Service fédéral frontalier de Russie peut recevoir la décoration de 1re classe pour 15 ans de travail continu et irréprochable dans les troupes, les organismes et les organisations du Service fédéral frontalier de Russie.     |
|       | Décoration « Pour mérites" de 2e classe Знак «За Заслуги» II степени                                                                 | no 90 - no 676       | 09-02-1995 ---------- 13-11-2001 | Décernée aux militaires et au personnel civil du Service fédéral frontalier de Russie, ainsi qu'à d'autres personnes: pour initiative et diligence manifestées dans l'exercice de fonctions officielles de sécurité et de protection de la frontière d'État de la fédération de Russie, des frontières extérieures de la Communauté des États indépendants, pour la protection des eaux intérieures, des mers territoriales, des zones économiques exclusives, du plateau continental de la fédération de Russie et leurs ressources naturelles, ainsi que pour d'autres services rendus pendant le service militaire ; pour un travail personnel exemplaire et d'autres mérites dans les activités de travail de la fonction publique au service des gardes-frontières ; pour une assistance active au Service fédéral frontalier de Russie à résoudre les problèmes auxquels il est confronté dans l'exécution des tâches qui lui sont assignées. La décoration est décernée en deux classes, 1re et 2e décernées séquentiellement à partir de la 2e qui est la classe inférieure. Tout récipiendaire de la décoration de 2e classe doit avoir été précédemment décerné la Décoration "Excellent garde frontalier" de 1re classe. Le personnel civil du Service fédéral frontalier de Russie peut recevoir la décoration de 2e classe pour 10 ans de travail continu et irréprochable dans les troupes, les organismes et les organisations du Service fédéral frontalier de Russie. |
|       | Décoration « Excellent garde frontalier" de 1re classe Знак отличия «Отличник Погранслужбы» I степени                                | no 60                | 31-01-1996                       | Décernée aux militaires du Service fédéral frontalier de Russie pour un service exemplaire dans la protection de la frontière d'État et de la zone économique exclusive de la fédération de Russie, pour une performance en service de haute qualité et dans des tâches de combat, ainsi que pour une excellente performance en formation au combat pendant des manœuvres et une discipline militaire exemplaire. Peut également être attribué à d'autres personnes pour une assistance concrète et réelle aux gardes-frontières russes dans la protection de la frontière d'État et de la zone économique exclusive de la fédération de Russie. Les décorations sont décernées séquentiellement de la 3e à la 1re classe. Chaque classe ne peut être attribuée qu'une seule fois à un individu |
|       | Décoration « Excellent garde frontalier" de 2e classe Знак отличия «Отличник Погранслужбы» II степени                                | no 60                | 31-01-1996                       | Décernée aux militaires du Service fédéral frontalier de Russie pour un service exemplaire dans la protection de la frontière d'État et de la zone économique exclusive de la fédération de Russie, pour une performance en service de haute qualité et dans des tâches de combat, ainsi que pour une excellente performance en formation au combat pendant des manœuvres et une discipline militaire exemplaire. Peut également être attribué à d'autres personnes pour une assistance concrète et réelle aux gardes-frontières russes dans la protection de la frontière d'État et de la zone économique exclusive de la fédération de Russie. Les décorations sont décernées séquentiellement de la 3e à la 1re classe. Chaque classe ne peut être attribuée qu'une seule fois à un individu |
|       | Décoration « Excellent garde frontalier" de 3e classe Знак отличия «Отличник Погранслужбы» III степени                               | no 60                | 31-01-1996                       | Décernée aux militaires du Service fédéral frontalier de Russie pour un service exemplaire dans la protection de la frontière d'État et de la zone économique exclusive de la fédération de Russie, pour une performance en service de haute qualité et dans des tâches de combat, ainsi que pour une excellente performance en formation au combat pendant des manœuvres et une discipline militaire exemplaire. Peut également être attribué à d'autres personnes pour une assistance concrète et réelle aux gardes-frontières russes dans la protection de la frontière d'État et de la zone économique exclusive de la fédération de Russie. Les décorations sont décernées séquentiellement de la 3e à la 1re classe. Chaque classe ne peut être attribuée qu'une seule fois à un individu |
|       | Badge « Pour service au Caucase » Знак « За службу на Кавказе »                                                                      | no 91                | 19-02-1995                       | Décerné aux membres militaires et civils d’unités du Service fédéral frontalier déployés au Caucase du Nord ou au Caucase, pour distinction dans l'exercice de fonctions militaires avec les standards les plus élevés dans le service et la formation, qui ont fait une contribution concrète à la protection et la défense des frontières d'État, au renforcement de la discipline du personnel et à l'éducation militaires. |
|       | Badge « Pour service au Tajikistan » Знак « За службу в Таджикистане »                                                               | no 91                | 19-02-1995                       | Décerné aux membres militaires et civils d’unités du Service fédéral frontalier des postes frontières 12 et 13, du détachement de Moscou du Service fédéral frontalier au Tajikistan, pour courage dans des situations de combat liés à la protection des frontières d’État. |
|       | Badge « Pour service dans l’Arctique » Знак « За службу в Заполярье »                                                                | № ?                  | 01-04-1997                       | Décerné aux membres militaires et civils d’unités du Service fédéral frontalier déployés Arctique russe, pour distinction dans l'exercice de fonctions militaires avec les standards les plus élevés dans le service et la formation qui ont fait une contribution concrète à la protection et la défense des frontières de l'État, au renforcement de la discipline du personnel et à l'éducation militaires. |
|       | Badge « Pour service en Extrême-Orient » Знак « За службу на Дальнем Востоке »                                                       | № ?                  | 01-04-1997                       | Décerné aux membres militaires et civils d’unités du Service fédéral frontalier déployés en Extrême-Orient, sur les rives du Pacifique ou dans le Nord-Est, pour distinction dans l'exercice de fonctions militaires avec les standards les plus élevés dans le service et la formation qui ont fait une contribution concrète à la protection et la défense des frontières de l'État, au renforcement de la discipline du personnel et à l'éducation militaires. |
|       | Badge « 80 ans de troupes frontalières » Юбилейный нагрудный знак « 80 лет погранвойск »                                             | № ?                  | 1998                             | |
|       | Badge « Pour service sur la frontière" 100 patrouilles Нагрудный знак «За пограничную службу» 100 патрулей                           | № ?                  | 31-01-1996                       | Décerné pour 100 patrouilles sur les frontières d'État de la fédération de Russie. Une patrouille consiste en deux sorties de 4 heures dans une période de 24 heures. |
|       | Badge « Pour service sur la frontière" 200 patrouilles Нагрудный знак «За пограничную службу» 200 патрулей                           | № ?                  | 31-01-1996                       | Décerné pour 200 patrouilles sur les frontières d'État de la fédération de Russie. Une patrouille consiste en deux sorties de 4 heures dans une période de 24 heures. |
|       | Badge « Pour service sur la frontière" 300 patrouilles Нагрудный знак «За пограничную службу» 300 патрулей                           | № ?                  | 31-01-1996                       | Décerné pour 300 patrouilles sur les frontières d'État de la fédération de Russie. Une patrouille consiste en deux sorties de 4 heures dans une période de 24 heures. |

## Agence fédérale des communications et d’information gouvernementale (FAPSI) 1991-2003
Créée par by Mikhail Gorbachev en 1991 à la suite de la fragmentation des sous-départements du KGB à la suite de la dislocation de l’URSS, l’Agence fédérale des communications et d’information gouvernementale, appelée FAPSI, possédait son propre système de décorations départementales subordonnées aux récompenses d'État. Bien que maintenant redessinées pour être en ligne avec les décorations du FSO, ces décorations demeurent dans l'ordre de préséance des décorations du FSO et sont portées sur l'uniforme des bénéficiaires pré 2003.

### Médailles
| Avers | Nom (français/russe)                                                                                              | Arrêté départementale | Date        | Critère d’attribution |
| ----- | --- | --------------------- | ----------- | --- |
|       | Médaille « Pour valeur militaire" de 1re classe Медаль « За Воинскую Доблесть" I степени                          | № ?                   | 24-09-2002  | Décernée au personnel militaire d'organismes fédéraux d'informations et de communications gouvernementales pour distinction dans l'exercice de fonctions militaires. La médaille existe en deuc lasse décernées séquentiellement. la deuxième classe étant la plus basse doit être décernée avant l'attribution de la médaille de première classe. |
|       | Médaille « Pour valeur militaire" de 2e classe Медаль « За Воинскую Доблесть" II степени                          | № ?                   | 24-09-2002  | Décernée au personnel militaire d'organismes fédéraux d'informations et de communications gouvernementales pour distinction dans l'exercice de fonctions militaires. La médaille existe en deuc lasse décernées séquentiellement. la deuxième classe étant la plus basse doit être décernée avant l'attribution de la médaille de première classe. |
|       | Médaille « Pour distinction au travail » Медаль « За отличие в труде »                                            | № ?                   | 14-07-2000  | Décernée aux membres du personnel civil des organismes fédéraux d'informations et de communications gouvernementales pour une contribution particulière aux tâches confiées aux autorités fédérales, pour une solide performance au travail, pour un travail long et diligent, et qui ont travaillé pendant au moins 15 ans au sein d'agences fédérales uu d'organisations ou d'unités militaires sous l'autorité fédérale, ainsi qu'à des employés d'entreprises, d'institutions et d'organisations subordonnées à l'agence fédérale, dont au moins 5 ans ont été dédiés à l'agence                                                         |
|       | Médaille « Pour le renforcement de la coopération militaire » Медаль « За Боевое Содружество »                    | № ?                   | 27-03-1995  | Décernée au personnel militaire et civil des Forces armées de la fédération de Russie et dans certains cas, à des citoyens ordinaires de la Russie ou à des ressortissants étrangers, pour mérite dans le renforcement de la fraternité et de la coopération militaire avec des pays amis ; pour une importante contribution personnelle au renforcement de la capacité de combat et de mobilisation d'organismes fédéraux d'informations et de communications gouvernementales ; pour distinction spéciale durant un exercice, manœuvre et autres services auprès de l'Agence fédérale des communications et d’information gouvernementale. |
|       | Médaille « Pour distinction en service militaire " de 1re classe Медаль « За Отличие В Военной Службе" I степени  | № ?                   | 27-05- 1996 | Décernée au personnel militaire de l'Agence fédérale des communications et d’information gouvernementale de la fédération de Russie pour 20 années de bons services. |
|       | Médaille « Pour distinction en service militaire " de 2e classe Медаль « За Отличие В Военной Службе" II степени  | № ?                   | 27-05- 1996 | Décernée au personnel militaire de l'Agence fédérale des communications et d’information gouvernementale de la fédération de Russie pour 15 années de bons services. |
|       | Médaille « Pour distinction en service militaire " de 3e classe Медаль « За Отличие В Военной Службе" III степени | № ?                   | 27-05- 1996 | Décernée au personnel militaire de l'Agence fédérale des communications et d’information gouvernementale de la fédération de Russie pour 10 années de bons services. |

### Décorations
| Avers | Nom (français/russe) | Ordre départementale | Date | Critère d’attribution |
| ----- | --- | -------------------- | ---- | --- |
|       | Décoration « Membre honoré de FAPSI » Нагрудный знак « Почетный сотрудник ФАПСИ »                                          | № ?                  | ?    | L'existence de cette décoration fut confirmée, mais le numéro du décret départemental ne fut pas encore trouvé et est possiblement non publié à ce jour. |
|       | Décoration « Pour honneur et dignité en service à la patrie » Нагрудный знак « За честь и достоинство в службе Отечеству » | № ?                  | ?    | L'existence de cette décoration fut confirmée, mais le numéro du décret départemental ne fut pas encore trouvé et est possiblement non publié à ce jour. |
|       | Décoration « Vétéran de FAPSI » Нагрудный знак « Ветеран ФАПСИ »                                                           | № ?                  | ?    | L'existence de cette décoration fut confirmée, mais le numéro du décret départemental ne fut pas encore trouvé et est possiblement non publié à ce jour. |
|       | Badge commémoratif « 10 ans de FAPSI » Памятный знак « 10 лет ФАПСИ »                                                      | № ?                  | ?    | L'existence de cette décoration fut confirmée, mais le numéro du décret départemental ne fut pas encore trouvé et est possiblement non publié à ce jour. |

## Source
- (en) Cet article est partiellement ou en totalité issu de l’article de Wikipédia en anglais intitulé « List of awards of independent services of the Russian Federation » (voir la liste des auteurs).